# Udea crambialis
Udea crambialis is een vlinder uit de familie van de grasmotten (Crambidae), uit de onderfamilie van de Spilomelinae. De wetenschappelijke naam van deze soort is voor het eerst voorgesteld als Pionea crambialis door Herbert Druce in een publicatie uit 1899.
De soort komt voor in Mexico.